# Kadriye Hulusi Hacıbulgur
Kadriye Hulusi Hacıbulgur, född 1905, död 1988, var en cypriotisk politiker. 
Hon var den första kvinna som valdes till en lagförsamling på Cypern (1960). 